# Nivellia
Nivellia  — род жуков из подсемейства Lepturinae.

## Описание
Темя и переднеспинка голые. Надкрылья плоские, с почти параллельными сторонами.

## Систематика
- вид: Nivellia extensa (Gebler, 1841)
- вид: Nivellia sanguinosa (Gyllenhal, 1827)